# Вестли Ричардс
Вестли Ричардс (енгл. Westley Richards), британски произвођач ватреног оружја са седиштем у Бирмингему.

## Историја
Године 1812. Вилијам Вестли Ричардс је основао компанију која носи његово име и која наставља да цвета и данас. Током више од 200 година непрекидне производње оружја, компанија Вестли Ричардс је била заслужна за важне иновације у историји војног и ловачког ватреног оружја, пре свега за прве сједињене метке са пресованом месинганом чахуром из једног дела, пушке острагуше са затварачем у облику мајмунског репа, ловачке пушке-двоцевке без ороза са једним селективним окидачем и многи други. Укупно је пријављено 115 патената. Домишљатост и успех ових патената били су толики, да се неки и данас користе у производњи.

## Производи

### Револвер капислар
Вестли Ричардс је 1852. године патентирао револвер капислар са обарачем двоструког дејства, телом отвореним са доње стране и добошем за 5 метака, калибра 0,36 инча (9,1 мм). Револвер је усавршен 1854. патентирањем оригиналног набијача који се покретао полугом са зупчаником који је налегао на назубљени предњи део шипке набијаче. Померање полуге навише и напред окретало је зупчаник, који је гурао шипку набијачу у барутну комору добоша. Укупно је направљено тек нешто више од 300 комада - најмлађи сачувани примерак носи серијски број 323.

#### Галерија
- Исти револвер са леве стране, са набијачем у положају за пуцање.
- Исти револвер са леве стране, са активираним набијачем.
- Исти револвер са десне стране, са натегнутим орозом.
- Исти револвер од горе.
- Револвер од горе са активираним набијачем.

### Карабин са мајмунским репом
Вестли Ричардс је 1858. године произвео пушке острагуше са затварачем у облику поклопца који се отварао дугом полугом на задњем крају, положеном уз врат кундака, по коме је ово оружје добило популарно име мајмунски реп.  Подизање полуге навише отварало је барутну комору, која се пунила папирним фишеком са барутом и куглом, а опаљивање се вршило класичним табаном на капислу. Током Англо-зулу рата (1879) у јужној Африци, британске колонијалне власти у Наталу формирале су Наталски домородачки контингент, састављен од 7 батаљона афричких (каферских) пешадинаца и 5 чета коњаника од по 50 људи. Коњаници су већином били наору̟жани карабинима Вестли Ричардс. На коњу, каферски коњаници руковали су овим карабином једном испруженом руком, као пиштољем. Иако је до 1879. ово оружје било прилично застарело, појавом више типова пушака острагуша на сједињене метке са металном чауром, остало је веома популарно међу ловцима и колонистима у Јужној Африци, пошто није захтевало посебну (фабричку) муницију, већ само барут, кугле и каписле, које је било лакше и јефтиније набавити у колонијама.
У бици код Исандлуане ови карабини показали су се одлично (већина домородачких коњаника преживела је битку), иако су се затварачи при интензивној паљби често заглављивали због несагорелог барута и хартије.